# Cảo Thành
Cảo Thành (tiếng Trung: 藁城区) là một quận của địa cấp thị Thạch Gia Trang, tỉnh Hà Bắc, Trung Quốc. Quận Cảo Thành có diện tích 836 km² và dân số 743.000 người, trong đó dân số đô thị là 191 420 người. Quận này nằm ở tọa độ giữa 37°51′B 114°39′Đ / 37,85°B 114,65°Đ và 37°51′B 114°59′Đ / 37,85°B 114,983°Đ. Mã số bưu chính của Cảo Thành là 052160.